# ТЕЦ №1 (Кишинів)
ТЕЦ №1 (Кишинів) – теплова електростанція в столиці Республіки Молдова. 
Розвиток генеруючого майданчику в Кишиніві почався у 1951-му, коли тут запустили три котла типу ТС-35 продуктивністю по 35 тон пари на годину, від яких живилась дві парові турбіни потужністю по 4 МВт. До кінця десятиліття ці турбіни демонтували, зате в 1957-му стали до ладу ще три такі ж котла і дві інші турбіни – по одній типів АК-6 та АТП-12 з потужністю 6 МВт та 12 МВт відповідно. Крім того, в 1958-му запустили турбіну ПР-10-35/10-1.2 потужністю 10 МВт (отримала станційний номер 4). 
В 1960 – 1961 роках додали два котли виробництва Барнаульського котельного заводу типу БКЗ-120-100ГМ продуктивністю 120 тон пари на годину, а також по одній турбіні Р-27-90/1.2 та Р-5-90/37 (станційні номери 5 та 6) потужністю 27 МВт та 5 МВт відповідно. 
В 1966 – 1969 роках провели модернізацію перших шести котлів зі збільшенням продуктивності до 50 тон пари на годину (після цього вони отримали маркування ГМ-50). Крім того, для покриття пікових навантажень у опалювальний період в 1968-му та 1969-му змонтували два водогрійні котли потужністю по 116 МВт. 
В 1993-му замість турбіни АК-6 змонтували турбіну Р-12-35-3М (станційний номер 1) потужністю 12 МВт, а в 2001-му додали турбіну ПТ-12/15-35/10М такою саме потужністю 12 МВт (отримала станційний номер 2). З урахуванням того, що турбіна АТП-12 була вже виведене з експлуатації, загальна електрична потужність ТЕЦ склала 66 МВт.
На момент встановлення перші шість котлів ТЕЦ були розраховані на спалювання вугілля, тоді як наступні котли БКЗ-120-100ГМ використовували мазут. В другій половині 1960-х всі вони були перетворені на газомазутні, що стало можливим завдяки введенню трубопроводу Одеса – Кишинів (наразі до столиці Республіки Молдова також виведені газопроводи Олішкань – Кишинів, Токуз – Мерень та Унгени - Кишинів).
Для видалення продуктів згоряння ТЕЦ має димар висотою 180 метрів.